# Dino De Laurentiis
Pour les articles homonymes, voir De Laurentiis.
Dino De Laurentiis (/ˈdiː.no de lau.ˈrɛn.ti.is/) de son vrai nom Agostino De Laurentiis, est un producteur de cinéma italien, né le 8 août 1919 à Torre Annunziata (Campanie) et mort le 11 novembre 2010 à Beverly Hills (Californie, USA). Il est, avec Carlo Ponti (1912-2007), l'un des deux grands producteurs qui imposent le cinéma italien sur la scène internationale au sortir de la Seconde Guerre mondiale. Il a produit ou coproduit plus de 500 films dont 38 furent nommés aux Oscars. Il eut aussi une brève carrière d'acteur à la fin des années 1930 et au début des années 1940.

## Biographie
Originaire de Campanie, Dino De Laurentiis est le fils de fabricants de pâtes, qu'il vendra lui-même dans la rue pendant son enfance.
Pensant devenir acteur, il s'inscrit au Centre de cinéma expérimental de Rome. Il gagne sa vie comme accessoiriste ou assistant-réalisateur, puis opte pour la direction de la photographie. Mais, alors qu'il a à peine 20 ans, il produit ses premiers films : L'Ultimo combattimento de Piero Ballerini (1940) et L'amore canta (1941) qui rencontrent le succès.
Depuis sa première production, il a financé près de 150 films. À partir de 1946, sa compagnie Dino De Laurentiis Cinematografica se consacre à la production.
De Laurentiis connait un premier succès international avec Riz amer de Giuseppe De Santis, important film néo-réaliste  qui obtient une nomination aux Oscars et contribue à lancer les carrières de Silvana Mangano, Vittorio Gassman et Raf Vallone. Par la suite, souvent en association avec le producteur Carlo Ponti, De Laurentiis alterne films populaires et œuvres d'auteur comme Europe 51 de Roberto Rossellini.  C'est sous l'égide du tandem Ponti-De Laurentiis qu'est produit le premier film en couleurs italien, Totò a colori réalisé par Steno. De Laurentiis est également producteur de deux classiques de Federico Fellini : La strada et Les Nuits de Cabiria qui remportent tous deux l'Oscar du meilleur film étranger.
Vers la fin des années 1950, avec Ponti, il se lance dans une ambitieuse adaptation de Guerre et Paix de Léon Tolstoï dont King Vidor est le metteur-en-scène.   Dans les années 1960, Dino De Laurentiis construit ses vastes studios surnommés « Dinocittà » où seront notamment tournés La Bible de John Huston et L'Étranger de Luchino Visconti. Il se brouille alors avec Fellini au sujet du Voyage de Mastorna, un film qui ne verra jamais le jour. Mais ces studios fermeront dans les années 1970 à la suite d'une série d'échecs financiers. Durant cette période, il produit un ersatz de James Bond, Ramdam à Rio, un western spaghetti en 1966, Navajo Joe, un film sur la Seconde Guerre mondiale, La Bataille pour Anzio en 1968 et, la même année, deux adaptations de bandes dessinées à succès : Barbarella et Danger : Diabolik !
En 1972, il produit Cosa Nostra, film franco-italien sorti la même année que l'autre film mythique sur la mafia Le Parrain ; c'est aussi l'année où il s'installe aux États-Unis. Il remporte un grand succès critique avec des films comme Serpico en 1973 ou Ragtime en 1981, mais produit aussi des films très commerciaux avec plus ou moins de succès, un remake de King Kong en 1976, Conan le barbare ou Dune qui sera un échec commercial. Il produit également des films d'auteur comme Blue Velvet de David Lynch ou Les Trois jours du Condor de Sydney Pollack.
En 1983, il fonde Dino De Laurentiis Company en Caroline du Nord. La période entre 1985 et la fin des années 1990 est probablement la plus difficile dans sa carrière alors que bon nombre des films qu'il produit (Million Dollar Mystery, Kalidor, King Kong 2, Maximum Overdrive, Body) s'avèrent des échecs critiques et financiers. Il renoue avec le succès avec Hannibal de Ridley Scott en 2001.
De Laurentiis a aussi produit la plupart des films où intervient le personnage d'Hannibal Lecter créé par le romancier Thomas Harris. En 1986, il produit le premier, Le Sixième Sens, sans toutefois en produire la suite, Le Silence des agneaux (1991). En revanche, il fut le producteur des opus suivants : Hannibal en 2001, Dragon Rouge en 2002 (remake du Le Sixième Sens), Les Origines du mal en 2007 (épisode expliquant comment Hannibal devint un tueur en série).
Dans ses choix, il privilégie les adaptations de livres à succès comme Barabbas en 1961, La Bible en 1966, Ragtime en 1981 ou Dune en 1984.
Le producteur italien meurt le 11 novembre 2010 à Los Angeles à l'âge de 91 ans.

## Vie privée
Il est le frère du producteur Luigi De Laurentiis (1917-1992).
Il a été marié 40 ans à l'actrice Silvana Mangano (1930-1989) de 1949 à 1989. Ensemble ils ont eu quatre enfants dont la productrice Raffaella De Laurentiis (née en 1954). Mais le couple se sépare à la suite de la mort de son seul fils Federico en 1981 dans un accident d'avion en Alaska et ils divorceront peu de temps avant la mort de Silvana. Leur petite-fille, Giada De Laurentiis (en), est présentatrice culinaire à la télévision.
De Laurentiis se remaria avec Martha Schumacher avec laquelle il a eu deux filles.
Son neveu, Aurelio De Laurentiis, est producteur de cinéma, entrepreneur et également le président du club de football napolitain du SSC Naples.

## Filmographie

### Comme producteur

#### Cinéma
- 1948 : Le Chevalier mystérieux (Il cavaliere misterioso) de Riccardo Freda [5]
- 1949 : Romanticismo de Clemente Fracassi
- 1951 : Accidenti alle tasse!! de Mario Mattoli
- 1951 : Il padrone del vapore de Mario Mattoli
- 1954 : La Belle Romaine (La Romana), de Luigi Zampa
- 1954 : La strada de Federico Fellini [6]
- 1954 : Mambo de Robert Rossen [7]
- 1954 : Ulysse (Ulisse) de Mario Camerini [8]
- 1955 : La Chasse aux maris (Ragazze d'oggi), de Luigi Zampa
- 1955 : Par-dessus les moulins (La bella mugnaia) de Mario Camerini
- 1957 : Les Nuits de Cabiria (Le notti di Cabiria) de Federico Fellini [9]
- 1958 : Barrage contre le Pacifique (This Angry Age) de René Clément [10]
- 1958 : Fortunella d'Eduardo De Filippo
- 1958 : La Tempête (La Tempesta) d'Alberto Lattuada
- 1960 : Cinq Femmes marquées (5 Branded Women) de Martin Ritt
- 1961 : Barabbas (Barabba) de Richard Fleischer [11]
- 1964 : La Soucoupe volante (Il disco volante) de Tinto Brass
- 1966 : La Bible (The Bible: In the Beginning…) de John Huston [12]
- 1967 : Les Sorcières (Le streghe), film à sketches de Visconti, Bolognini, Pasolini, Rossi et De Sica [13]
- 1968 : Danger : Diabolik ! (Diabolik) de Mario Bava [14]
- 1968 : Barbarella de Roger Vadim [15]
- 1970 : Waterloo de Sergueï Bondartchouk
- 1972 : Cosa Nostra de Terence Young [16]
- 1974 : Un justicier dans la ville de Michael Winner
- 1975 : Mandingo de Richard Fleischer
- 1975 : Les Trois Jours du condor (Three Days of the Condor) de Sydney Pollack [17]
- 1976 : Buffalo Bill et les indiens de Robert Altman
- 1976 : Le Dernier des géants de Don Siegel
- 1976 : L'Impitoyable de Lo Wei [18]
- 1976 : King Kong de John Guillermin [19]
- 1976 : L'Enfer des Mandingos de Steve Carver
- 1977 : Le Bison blanc de Jack Lee Thompson
- 1977 : Orca de Michael Anderson
- 1978 : Têtes vides cherchent coffres pleins de William Friedkin
- 1978 : Le Roi des gitans (King of the Gypsies) de Frank Pierson
- 1979 : L'Ouragan de Jan Troell
- 1980 : Flash Gordon (Flash Gordon) de Mike Hodges [20]
- 1981 : Alerte au requin  (Beyond the Reef) de Frank C. Clarke
- 1981 : Ragtime de Miloš Forman [21]
- 1981 : Halloween 2 de Rick Rosenthal
- 1982 : Amityville 2 : Le Possédé de Damiano Damiani
- 1982 : Halloween 3 de Tommy Lee Wallace
- 1982 : Conan le barbare (Conan the Barbarian) de John Milius [22]
- 1983 : Dead Zone de David Cronenberg [23]
- 1984 : Dune de David Lynch [24]
- 1984 : Le Bounty de Roger Donaldson
- 1984 : Conan le Destructeur de Richard Fleischer
- 1984 : Charlie de Mark L. Lester
- 1985 : Cat's Eye de Lewis Teague
- 1985 : Kalidor de Richard Fleischer
- 1985 : Marie de Roger Donaldson
- 1985 : Peur bleue de Daniel Attias
- 1985 : L'Année du dragon (Year of the Dragon) de Michael Cimino [25]
- 1986 : Le Sixième Sens (Manhunter) de Michael Mann [26]
- 1986 : Maximum Overdrive de Stephen King [27]
- 1990 : La Maison des otages
- 1992 : Evil Dead 3 : L'Armée des ténèbres de Sam Raimi
- 1992 : Body de Uli Edel
- 1996 : Bound de Lana et Lilly Wachowski
- 1997 : Breakdown de Jonathan Mostow
- 2001 : Hannibal de Ridley Scott [28]
- 2002 : Dragon rouge (Red Dragon) de Brett Ratner [29]
- 2007 : Hannibal Lecter : Les Origines du mal (Hannibal Rising) de Peter Webber [30]
- 2007 : La Dernière Légion de Doug Lefler

#### Télévision
- 1968 : L'Odyssée, série télévisée de Franco Rossi [31]

### Acteur
- 1938 : L'orologio a cucù (The Cuckoo Clock) réalisé par Camillo Mastrocinque

## Les compagnies de production
- Dino De Laurentiis Company
- Dino De Laurentiis Cinematografica